# تايلر هابرد
تايلر ريد هابرد (Tyler Reed Hubbard) من مواليد 31 يناير 1987.هو موسيقي أمريكي ،يعرف بكونه عضو في فرقة الكانتري الأمريكية فلوريدا جورجيا لاين.